# Next Generation ATP Finals 2022
Next Generation ATP Finals 2022, oficiálně Intesa Sanpaolo Next Gen ATP Finals 2022, představoval jeden ze dvou závěrečných tenisových turnajů mužské profesionální sezóny pro osm nejvýše postavených mužů do 21 let ve dvouhře žebříčku ATP (ATP Race to Milan). Druhou závěrečnou událostí se stal navazující Turnaj mistrů v Turíně. 
Exhibiční turnaj se odehrával mezi 8. až 12. listopadem 2022 v italském Miláně. Dějištěm konání se potřetí stala víceúčelová Allianz Cloud Arena. Instalován byl dvorec s tvrdým povrchem. Celková dotace i prize money činily 1 400 000 amerických dolarů. Do žebříčku ATP hráči nezískali žádné body. Formát kopíroval Turnaj mistrů, s dvěma čtyřčlennými skupinami, z nichž první dva postoupili do semifinále. Vítězové semifinálových duelů se ve finále střetli o titul.
Vítězem se stal 21letý Brandon Nakashima z konce první světové padesátky, který na turnaji vyhrál všechny zápasy a odvezl si maximální odměnu 432 750 dolarů. Stal se tak prvním americkým šampionem turnaje.

## Upravená pravidla
Turnaj se odehrával ve formátu rychlého tenisu Fast4, se sety na čtyři gamy, bez výhod v jejich průběhu a s pokračováním výměny po doteku míče na podání. K výhře bylo potřeba získat tří vítězné sady. Soupeři měli povolenou maximálně jednu zdravotní přestávku na zápas. Koučování z lavičky bylo přípustné. V případě soupeřova opuštění dvorce ze zdravotních důvodů či potřeby na toaletu, mohl hráč zamířit k boxu trenéra na konzultaci. Publikum se mohlo při zápase pohybovat, vyjma prostoru kolem základních čar. Hlášení autů zprostředkoval elektronický systém jestřábího oka, s možností hráčovy výzvy a kontroly na obrazovce při zahlášení přešlapu nohou na servisu.
Mezi inovace pravidel se v roce 2022 zařadilo rozehrání výměny do 15 namísto 25 sekund, pokud výměna následovala po esu, dvojchybě či returnu jako konečném úderu. Po prvním gamu si hráči neměnili strany. Výměna vsedě následovala až po odehrání prvních tří gamů a před tiebreakem proběhla pouze vstoje. Po skončení setu došlo ke zkrácení ze 120 na 90sekundovou výměnu stran. Samotná předzápasová rozehra byla prodloužena na tři minuty.

## Finanční odměny

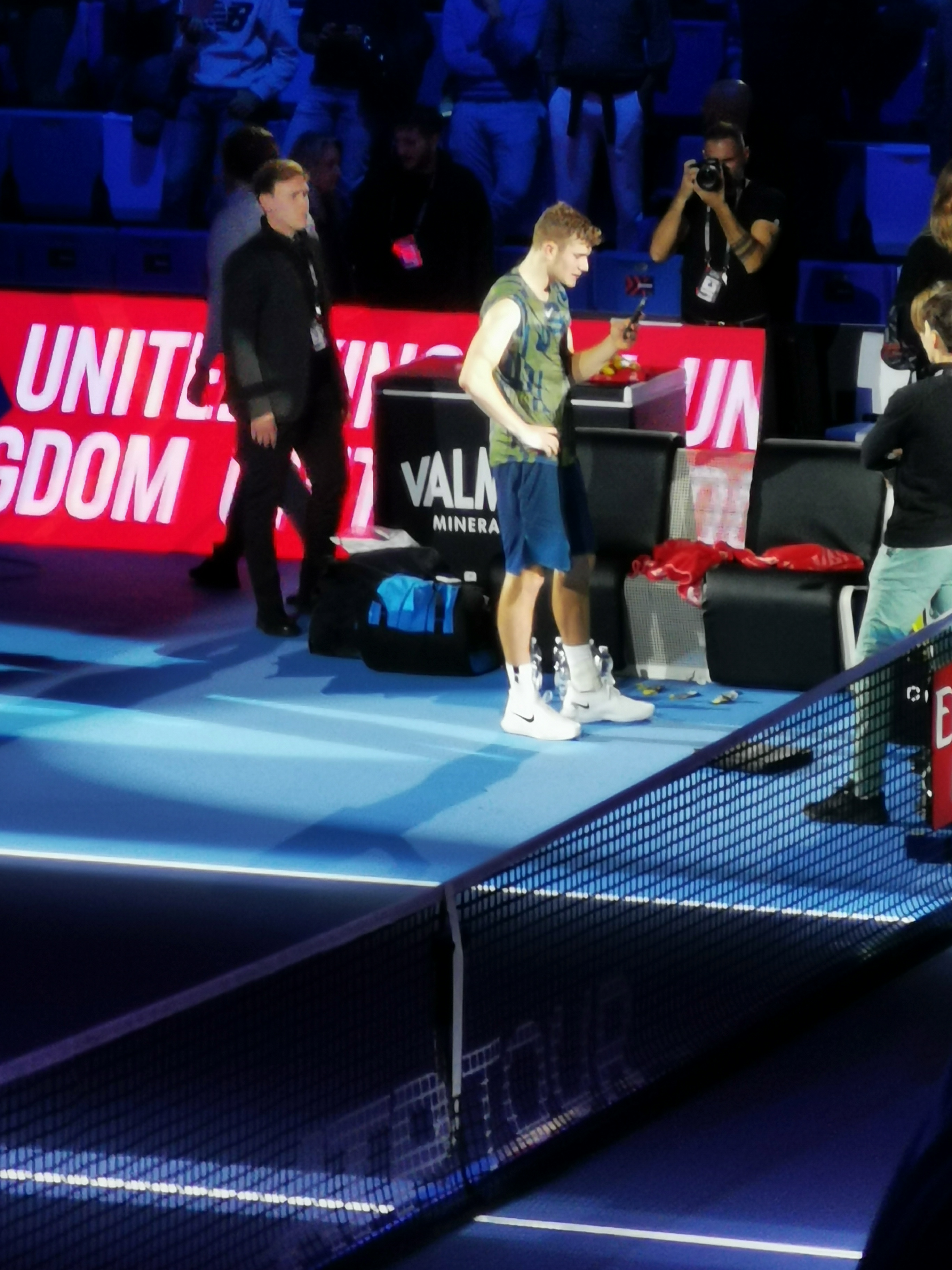
Poražený semifinalista Jack Draper

Dotace a prize money činily 1,4 milionu dolarů.
| Fáze                                                                                          | Fáze                | dvouhra        |
| --------------------------------------------------------------------------------------------- | ------------------- | -------------- |
| neporažený vítěz                                                                              | neporažený vítěz    | 432 750 $      |
| vítěz                                                                                         | vítěz               | ZS + 266 500 $ |
| finalista                                                                                     | finalista           | ZS + 113 500 $ |
| za výhru ve skupině                                                                           | za výhru ve skupině | 23 000 $       |
| startovné                                                                                     |                     |                |
| za 3 zápasy                                                                                   | 82 250 $            |                |
| za 2 zápasy                                                                                   | 61 690 $            |                |
| za 1 zápas                                                                                    | 41 125 $            |                |
| náhradník                                                                                     | náhradník           | 13 000 $       |
| Poznámky                                                                                      |                     |                |
| částky jsou uváděny v amerických dolarech ($) ZS – finanční odměna získaná v základní skupině |                     |                |

## Kvalifikační kritéria
Osm tenistů ve věku do 21 let získalo pozvání na základě nejvyššího postavení v singlovém žebříčku ATP, počítaném od ledna daného roku – ATP Race to Milan. Věkově způsobilými tak byli hráči narození v roce 2001 a později. Nejmladším účastníkem se stal 20letý Švýcar Dominic Stricker.

### Žebříček
| Konečný žebříček ATP Race to Milan (7. listopadu 2022) | Konečný žebříček ATP Race to Milan (7. listopadu 2022) | Konečný žebříček ATP Race to Milan (7. listopadu 2022) | Konečný žebříček ATP Race to Milan (7. listopadu 2022) | Konečný žebříček ATP Race to Milan (7. listopadu 2022) | Konečný žebříček ATP Race to Milan (7. listopadu 2022) | Konečný žebříček ATP Race to Milan (7. listopadu 2022) |
| Poř.                                                   | ATP                                                    | tenista                                                | body                                                   | narozen                                                | kvalifikován                                           | kvalifikován                                           |
| ------------------------------------------------------ | ------------------------------------------------------ | ------------------------------------------------------ | ------------------------------------------------------ | ------------------------------------------------------ | ------------------------------------------------------ | ------------------------------------------------------ |
| –                                                      | 1.                                                     | Carlos Alcaraz (ESP)                                   | 6 820                                                  | 2003                                                   | 30. září                                               | [ 5 ]                                                  |
| –                                                      | 10.                                                    | Holger Rune (DEN)                                      | 2 911                                                  | 2003                                                   | 30. září                                               | [ 5 ] [ 6 ]                                            |
| –                                                      | 15.                                                    | Jannik Sinner (ITA)                                    | 2 410                                                  | 2001                                                   | 30. září                                               | [ 5 ]                                                  |
| 1.                                                     | 23.                                                    | Lorenzo Musetti (ITA)                                  | 1 865                                                  | 2002                                                   | 30. září                                               | [ 5 ]                                                  |
| 2.                                                     | 41.                                                    | Jack Draper (GBR)                                      | 1 020                                                  | 2001                                                   | 19. října                                              | [ 7 ]                                                  |
| 3.                                                     | 49.                                                    | Brandon Nakashima (USA)                                | 927                                                    | 2001                                                   | 23. října                                              | [ 8 ]                                                  |
| 4.                                                     | 74.                                                    | Jiří Lehečka (CZE)                                     | 715                                                    | 2001                                                   | 23. října                                              | [ 8 ]                                                  |
| 5.                                                     | 90.                                                    | Ceng Čchun-sin (TPE)                                   | 611                                                    | 2001                                                   | 25. října                                              | [ 9 ]                                                  |
| 6.                                                     | 111.                                                   | Dominic Stricker (SUI)                                 | 497                                                    | 2002                                                   | 27. října                                              | [ 10 ]                                                 |
| 7.                                                     | 119.                                                   | Francesco Passaro (ITA)                                | 473                                                    | 2001                                                   | 27. října                                              | [ 11 ]                                                 |
| 8.                                                     | 134.                                                   | Matteo Arnaldi (ITA)                                   | 419                                                    | 2001                                                   | 6. listopadu                                           | [ 6 ]                                                  |
| Náhradníci                                             |                                                        |                                                        |                                                        |                                                        |                                                        |                                                        |
| 9.                                                     | 126.                                                   | Luca Nardi (ITA)                                       | 452                                                    | 2003                                                   |                                                        |                                                        |
| 10.                                                    | 141.                                                   | Timofej Skatov (KAZ)                                   | 402                                                    | 2001                                                   |                                                        |                                                        |
| Zelená skupina Červená skupina náhradník odhlášen      |                                                        |                                                        |                                                        |                                                        |                                                        |                                                        |

### Výsledky a body
| ATP Race           | tenista           | Grand Slam | Grand Slam | Grand Slam | Grand Slam | ATP Tour Masters 1000 | ATP Tour Masters 1000 | ATP Tour Masters 1000 | ATP Tour Masters 1000 | ATP Tour Masters 1000 | ATP Tour Masters 1000 | ATP Tour Masters 1000 | ATP Tour Masters 1000 | Nejlépe na dalších turnajích | Nejlépe na dalších turnajích | Nejlépe na dalších turnajích | Nejlépe na dalších turnajích | Nejlépe na dalších turnajích | Nejlépe na dalších turnajích | body | turnajů | tituly ATP Tour |
| ------------------ | ----------------- | ---------- | ---------- | ---------- | ---------- | --------------------- | --------------------- | --------------------- | --------------------- | --------------------- | --------------------- | --------------------- | --------------------- | ---------------------------- | ---------------------------- | ---------------------------- | ---------------------------- | ---------------------------- | ---------------------------- | ---- | ------- | --------------- |
| ATP Race           | tenista           | AUS        | FRA        | WIM        | USO        | IW                    | MI                    | MO                    | MA                    | RO                    | CA                    | CI                    | PA                    | 1.                           | 2.                           | 3.                           | 4.                           | 5.                           | 6.                           | body | turnajů | tituly ATP Tour |
| 1.                 | Carlos Alcaraz    | 32k 90     | ČF 360     | 16k –      | Titul 2000 | SF 360                | Titul 1000            | 32k 10                | Titul 1000            | A 0                   | 32k 10                | ČF 180                | ČF 180                | Titul 500                    | Titul 500                    | F 300                        | SF 180                       | F 150                        | 32k 0                        | 6820 | 17      | 5               |
| 2.                 | Holger Rune       | 128k 10    | ČF 360     | 128k –     | 32k 90     | 64k 41                | SF 35                 | 32k 70                | 16k 20                | 16k 20                | 32k 45                | 64k 10                | Titul 1000            | F 300                        | Titul 250                    | Titul 250                    | F 150                        | SF 90                        | Titul 80                     | 2991 | 30      | 3               |
| 3.                 | Jannik Sinner     | ČF 360     | 16k 180    | ČF –       | ČF 360     | 16k 90                | ČF 180                | ČF 180                | 16k 90                | ČF 180                | 16k 90                | 16k 90                | 64k 10                | Titul 250                    | ČF 90                        | SF 90                        | ZS 80                        | 16k 0                        |                              | 2410 | 17      | 1               |
| 4.                 | Lorenzo Musetti   | 128k 10    | 128k 10    | A –        | 32k 90     | 64k 25                | 128k 10               | 16k 90                | 16k 115               | A 0                   | A 0                   | 64k 35                | ČF 180                | Titul 500                    | Titul 125                    | Titul 250                    | ČF 90                        | SF 90                        | SF 90                        | 1865 | 27      | 1               |
| 5.                 | Jack Draper       | 128k 10    | ČF 360     | 64k –      | 32k 90     | A 0                   | 64k 25                | A 0                   | 32k 45                | Q1 0                  | ČF 180                | 64k 10                | 32k 45                | SF 90                        | Titul 80                     | Titul 80                     | Titul 80                     | Titul 80                     | 16k 45                       | 1020 | 11      | 0               |
| 6.                 | Brandon Nakashima | 128k 10    | 32k 90     | 16k –      | 32k 90     | 64k 25                | 64k 25                | A 0                   | Q1 0                  | 64k 35                | 64k 10                | 64k 10                | 64k 10                | Titul 250                    | ČF 45                        | ČF 45                        | ČF 45                        | ČF 45                        | ČF 45                        | 927  | 23      | 1               |
| 7.                 | Jiří Lehečka      | 128k 35    | 128k 10    | 128k –     | 128k 10    | A 0                   | A 0                   | 64k 35                | A 0                   | A 0                   | A 0                   | A 0                   | Q2 16                 | SF 200                       | Titul 80                     | F 60                         | ČF 45                        | 16k 32                       | 16k 20                       | 715  | 19      | 0               |
| 8.                 | Ceng Čchun-sin    | 128k 10    | 128k 35    | 128k –     | 128k 10    | Q1 0                  | A 0                   | A 0                   | A 0                   | A 0                   | A 0                   | Q2 16                 | A 0                   | Titul 80                     | F 60                         | SF 33                        | SF 30                        | ČF 25                        | ČF 20                        | 611  | 8       | 0               |
| 9.                 | Dominic Stricker  | A 0        | A 0        | Q2 –       | Q1 0       | A 0                   | A 0                   | A 0                   | A 0                   | A 0                   | A 0                   | A 0                   | A 0                   | Titul 125                    | Titul 80                     | F 50                         | 16k 45                       | 16k 32                       | 16k 32                       | 497  | 5       | 0               |
| 10.                | Francesco Passaro | A 0        | A 0        | A –        | Q2 8       | Q1 0                  | A 0                   | A 0                   | A 0                   | 64k 0                 | A 0                   | A 0                   | A 0                   | F 100                        | F 80                         | F 54                         | F 50                         | F 50                         | SF 30                        | 473  | 3       | 0               |
| 11.                | Matteo Arnaldi    | A 0        | A 0        | Q1 –       | Q3 16      | Q1 0                  | A 0                   | A 0                   | A 0                   | 64k 0                 | A 0                   | A 0                   | A 0                   | F 60                         | F 55                         | F 50                         | SF 34                        | SF 30                        | SF 30                        | 419  | 3       | 0               |
| Náhradníci         |                   |            |            |            |            |                       |                       |                       |                       |                       |                       |                       |                       |                              |                              |                              |                              |                              |                              |      |         |                 |
| 12.                | Luca Nardi        | A 0        | Q3 16      | A –        | Q1 0       | A 0                   | A 0                   | A 0                   | A 0                   | 64k 0                 | A 0                   | A 0                   | A 0                   | Titul 80                     | Titul 80                     | Titul 80                     | 16k 65                       | SF 30                        | 16k 20                       | 452  | 4       | 0               |
| 13.                | Timofej Skatov    | 128k 35    | Q3 16      | A –        | Q1 0       | A 0                   | A 0                   | A 0                   | A 0                   | A 0                   | A 0                   | A 0                   | A 0                   |                              |                              |                              |                              |                              |                              | 402  | 1       | 0               |
| náhradník odhlášen |                   |            |            |            |            |                       |                       |                       |                       |                       |                       |                       |                       |                              |                              |                              |                              |                              |                              |      |         |                 |

| Legenda | Legenda               | Legenda | Legenda             |
| ------- | --------------------- | ------- | ------------------- |
| 0/2000  | získané body          | 128k    | 128 hráčů v kole    |
| A       | neúčast na turnaji    | 64k     | 64 hráčů v kole     |
| ČF      | prohra ve čtvrtfinále | 32k     | 32 hráčů v kole     |
| SF      | prohra v semifinále   | 16k     | 16 hráčů v kole     |
| F       | prohra ve finále      | Titul   | vítězství v turnaji |
| ZS      | základní skupina      | Q1–3    | 1.–3. kvalifikace   |

## Přehled finále

### Mužská dvouhra
- Brandon Nakashima vs.  Jiří Lehečka, 4–3(7–5), 4–3(8–6), 4–2